# 외길가게 하소서
"외길가게 하소서"는 1991년에 개봉한 대한민국의 영화이다.

## 캐스팅
- 방희
- 한인수
- 김운하
- 김선우
- 주세은
- 박성미
- 김윤
- 윤영희
- 김석옥
- 신충식
- 윤영지
- 윤덕용
- 김교순
- 문회원
- 정석원
- 박숙자
- 김춘화
- 길달호
- 서평석
- 김지영
- 박동룡
- 이석구
- 신찬일
- 남정희
- 박예숙
- 김신명
- 유명순
- 오희찬
- 강희
- 박종설
- 신정아
- 조순옥
- 이선화
- 임희숙